# Harriet Ellen Siderovna von Rathlef-Keilmann

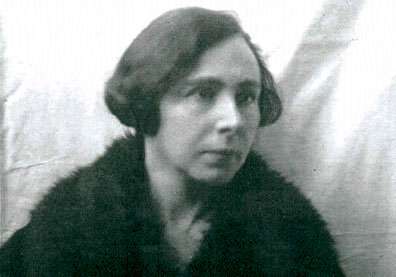
Harriet von Rathlef-Keilmann (1927/28)

Harriet Ellen Siderovna von Rathlef-Keilmann (* 22. Dezember 1886jul. / 3. Januar 1887greg. in Riga, Russisches Kaiserreich; † 1. Mai 1933 in Berlin) war eine deutsch-baltische Bildhauerin.

## Leben und Werk
Harriet Keilmann wuchs in Riga, zu jener Zeit Hauptstadt des russischen Gouvernements Livland, in einer assimilierten, großbürgerlichen, deutsch akkulturierten jüdischen Familie auf. Ihr Vater Isidor Philipp Keilmann und ihre Mutter Eugenie Jakobovna, geb. Kantorowitz, waren seit 1881 in Riga als Zahnärzte tätig. Harriet hatte zwei jüngere Brüder: den Kaufmann Paul Otto Sidorowitsch (* 1888 in Riga; † April 1940 in Riga) und den Kinderarzt Nikolai Alexander Sidorowitsch (* 24. Juli 1896 in Riga, am 30. März 1942 im KZ Stutthof bei Danzig von den Nationalsozialisten ermordet). Harriets Mutter Eugenie wurde im Herbst 1941 im Ghetto Riga von den Nationalsozialisten ermordet; ihr Vater Isidor ging am 20. April 1942 in den Freitod, um der Deportation in eines der Todeslager zu entgehen.

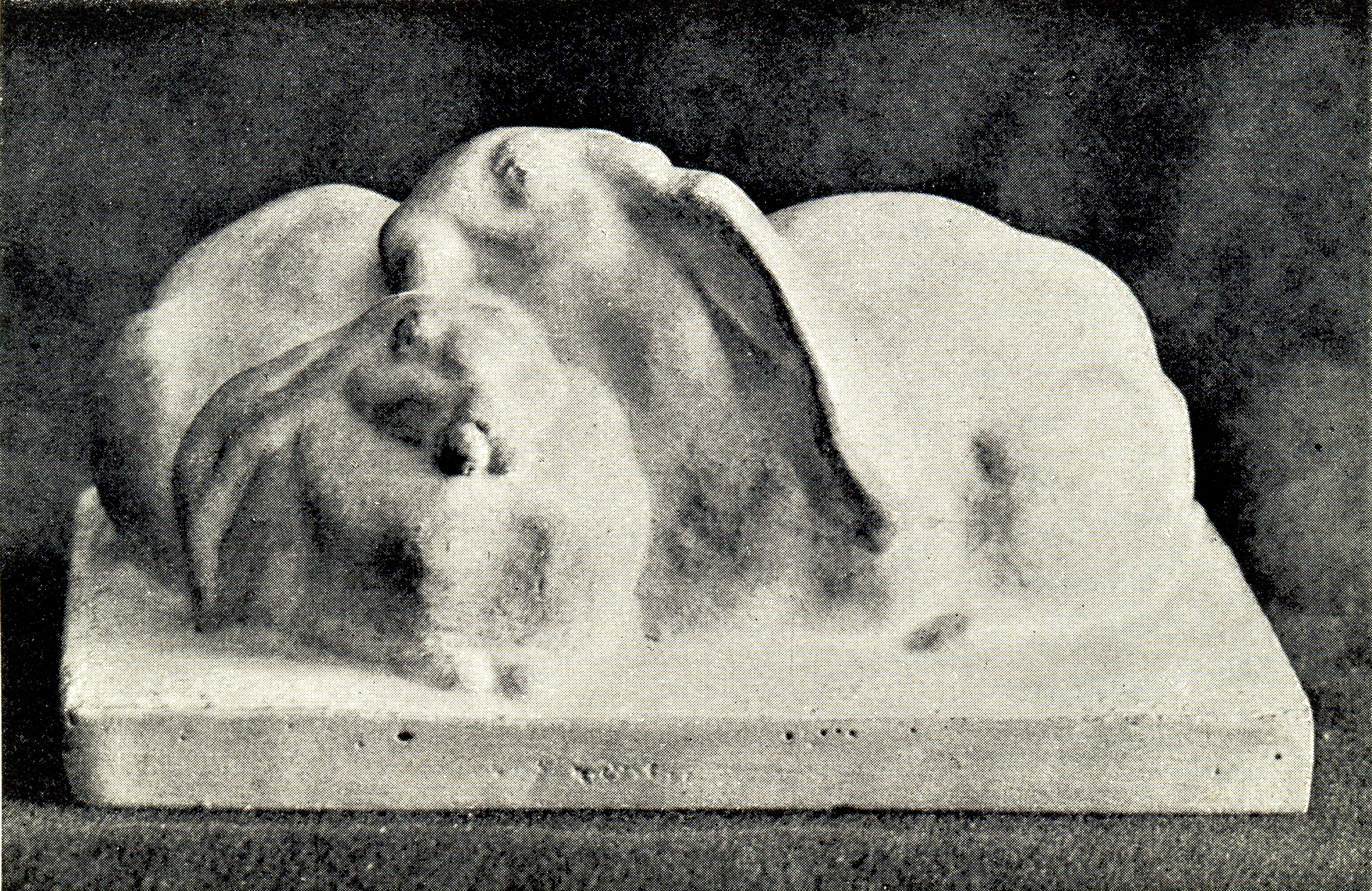
Gipsskulptur Hasenpaar, Nömmiko 1909

Terrakottarelief Enten, Nömmiko 1911

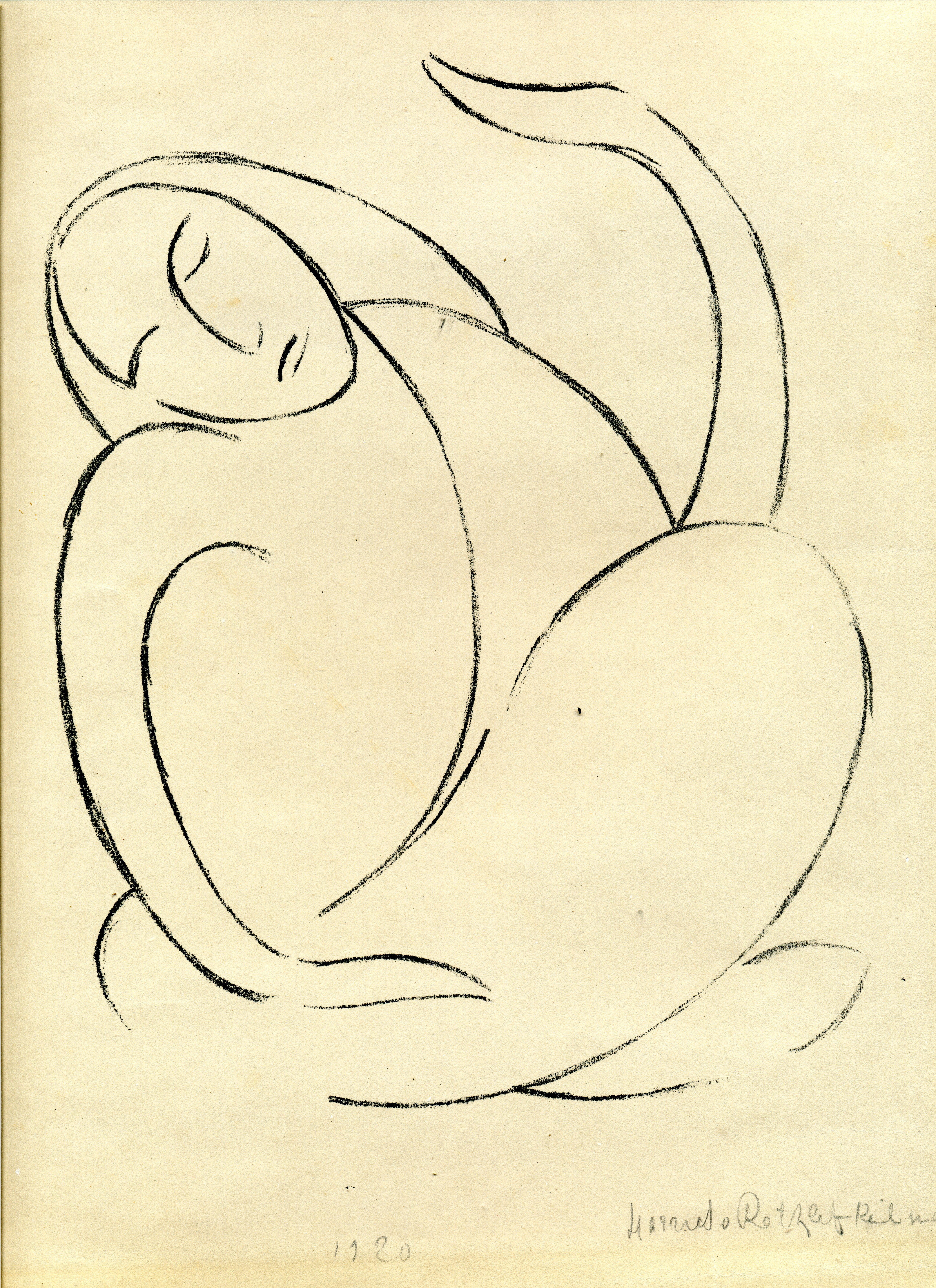
Lithographie Hockende Frau, Bauhaus Weimar 1920

Holzrelief Pieta, Bauhaus Weimar 1921

Harriet von Rathlef-Keilmann bei der Arbeit in ihrem Schöneberger Bildhaueratelier, Berlin 1929

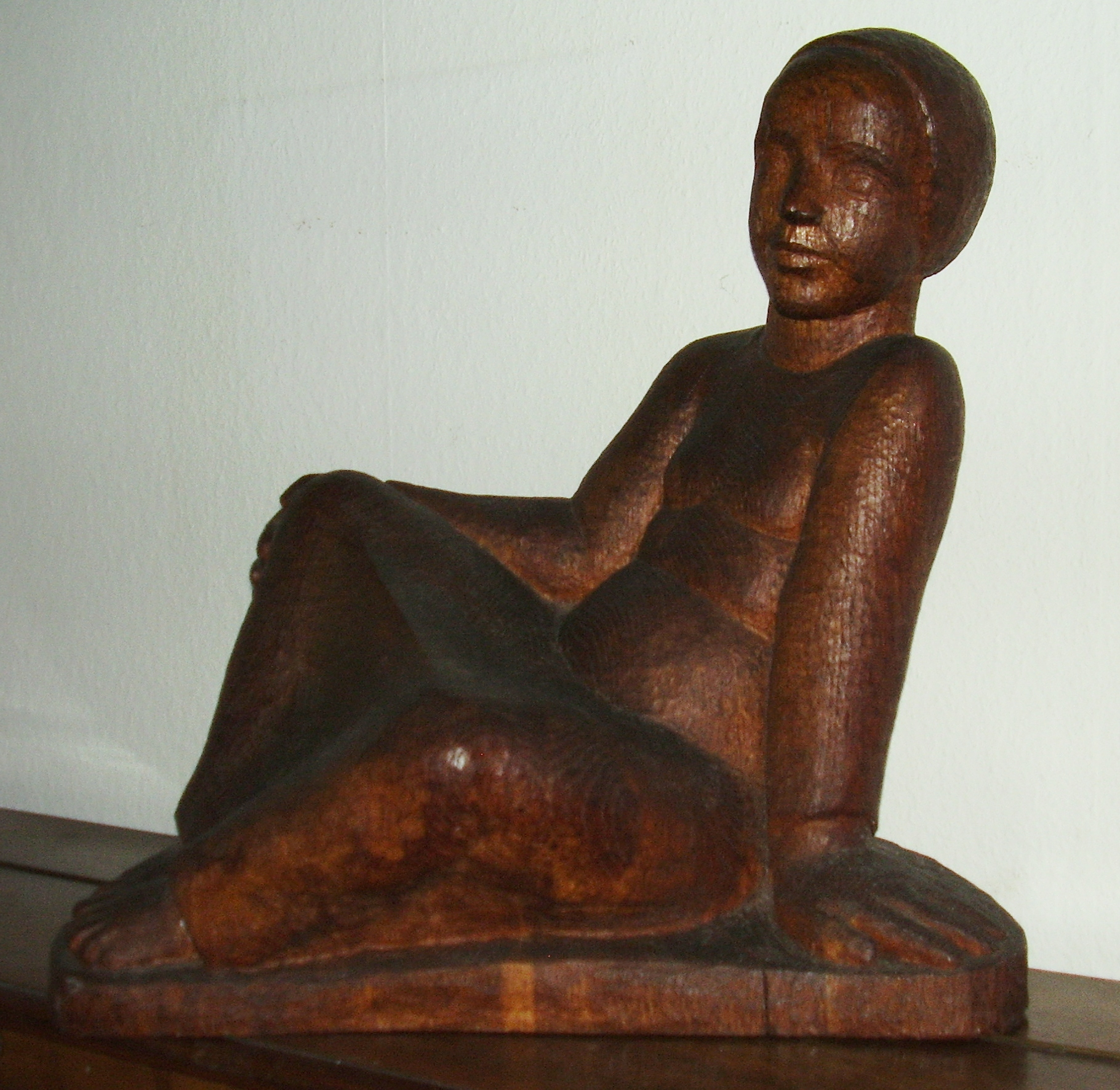
Holzskulptur Sitzendes russisches Mädchen, Berlin 1930

Kaltnadelradierung Liebespaar, Berlin 1932

Isidor Keilmann ließ sich auf Grund der antijüdischen Repressionen im russischen Kaiserreich heimlich 1894 in der deutsch-reformierten Burgkirche in Königsberg i. Pr. taufen. Seine Frau Eugenie und die beiden Kinder Harriet und Paul wurden im Jahr 1896 getauft. Die Familie konnte sich mit den Taufscheinen bei den russischen Behörden in Riga in das Verzeichnis der deutschen Einwohner eintragen lassen.
Nach ihrer Schulausbildung an der Reinschen Höheren Töchterschule und Besuchen der Abendkurse an der privaten Jung-Stilling’schen Zeichenschule in Riga absolvierte Keilmann in Riga bei dem Bildhauer August Volz eine Bildhauerlehre. Bildhauerstudien in Berlin als Schülerin des Tierbildhauers August Gaul, auf den vom Bildhauer Arthur Lewin-Funcke (1866–1937) begründeten und geleiteten privaten Studienateliers für Malerei und Plastik, die auch Lewin-Funcke-Schule genannt wurden, und in München in dem von Wilhelm von Debschitz (1871–1948) und Hermann Obrist (1862–1927) gegründeten und geleiteten Lehr- und Versuchs-Atelier für angewandte und freie Kunst (diese auch für Frauen zugängliche private Kunstschule wurde auch als Debschitz-Schule bezeichnet) folgten.
Nach der Rückkehr von München nach Riga arbeitete Keilmann als Bildhauerin in der Werkstatt von August Volz. 1908 heiratete sie in der deutsch-reformierten Kirche in Riga den deutsch-baltischen Agronomen und Saatgutforscher Harald von Rathlef (* 1. März 1878 in Gut Lachmes, Livland; † 15. Juli 1944 Königsberg i. Pr.; 1935 bis 1944 wissenschaftlicher Leiter der Zentralstelle für Rosenforschung und des Rosariums in Sangerhausen). Die Heirat erfolgte gegen den Widerstand der Eltern des Bräutigams und weiterer Mitglieder der Familie von Rathlef, die gegen eine Verbindung ihres Sohnes mit der aus einer jüdischen Familie stammenden Künstlerin waren. Das Ehepaar zog auf das kleine Saatversuchsgut Nömmiko bei Dorpat in Nordlivland. Dort arbeitete sie weiterhin als Bildhauerin und stellte zwischen 1908 und 1914 ihre Skulpturen und Tierreliefs auf den vom Rigaer Kunstverein im Kunstgewerbemuseum Riga organisierten Kunstausstellungen aus.
Zwischen 1909 und 1914 wurden ihre vier Kinder Monika (* 1909 in Riga, Livland; † 1959 in Eisenach, DDR; Apothekerin), Marianne (* 1910 Gut Nömmiko, Livland; † 2008 in Santiago de Chile, Rep. Chile), Elisabeth,  genannt Liselotte  (* 1912 Gut Nömmiko, Livland; † 1998 in Barcelona, Spanien; Scherenschnittkünstlerin und Malerin) und Karl-Ludwig Nikolai,  genannt Ulf  (* 1914 Gut Nömmiko, Livland; † 1946 an Typhus in einem US-Kriegsgefangenenlager im Rheinland; Leutnant a. D.) geboren.
Auf Grund der Bürgerkriegswirren floh die Familie im Dezember 1918 nach Deutschland. Dort ging Keilmann an die Großherzogliche Kunsthochschule Weimar in die Klasse des deutsch-jüdischen Bildhauers Richard Engelmann. Das Staatliche Bauhaus in Weimar übernahm sie dann als Freischülerin. 1919 beteiligte sie sich mit ihren noch im naturalistischen Stil gefertigten Tierplastiken an der im Weimarer Museum für Kunst und Gewerbe organisierten Ausstellung Gemälde und Skulpturen Weimarischer Künstler. Unter den Einflüssen der Werkmeister Gerhard Marcks, Johannes Itten und Lyonel Feininger wandte sich die Künstlerin vom bildhauerischen Naturalismus ab und hin zum Expressionismus. Es entstanden expressive, teilweise farbig gefasste Holzreliefs mit religiösem Inhalt sowie Radierungen, Lithographien und Holzschnitte.
1921 ließ sie sich von ihrem Mann scheiden, der die Kunstgewerblerin und Van-de-Velde-Schülerin Charlotte Emilie Anna Veit (Tochter des Gynäkologen Johann Veit) ehelichte.
Als Meisterschülerin des Bildhauers Richard Engelmann verließ sie 1922 die Hochschule für Bildende Kunst Weimar. Durch Vermittlung ihres ehemaligen Bauhaus-Kommilitonen Reinhard Hilker ging sie für kurze Zeit nach Hagen, wo sie zusammen mit ihrer Kommilitonin vom Bauhaus Weimar Ise Bienert (eigentlich Marie Luise Bienert, Tochter der Dresdener Kunstsammlerin und Mäzenin Ida Bienert) im Folkwang-Museum ihre expressionistischen Werke ausstellte. Zahlreiche Ausstellungen im Rheinland folgten (Mitglied im „Jungen Rheinland“).
Der Umzug nach Berlin im Jahre 1924 erfolgte in der Hoffnung, als bildende Künstlerin in der pulsierenden Reichshauptstadt finanziell besser auszukommen. Die erste Ausstellung im „Kunst- und Buchheim K. und E. Twardy“ und auf der Juryfreien Kunstausstellung fand noch im selben Jahr statt. 1925 stellte sie ihre Werke im Graphischen Kabinett Maria Kunde im Bieberhaus in Hamburg aus. Um ihre schlechte finanzielle Situation zu ändern, versuchte sich die Künstlerin auch als Schriftstellerin. 1926 wurde ihre mit zwei expressiven Holzschnitten illustrierte „Nacherzählung altrussischer Bauernlegenden“ im Furche-Verlag Berlin publiziert. Im selben Jahr trat sie in den Schutzverband deutscher Schriftsteller ein.
Auf Bitten des katholischen Sozialtheologen Carl Sonnenschein unterbrach sie ihr künstlerisches Schaffen, um sich selbstlos der dreijährigen Pflege der angeblichen Zarewna Anastasia Nikolajewna Romanowa (alias Franziska Schanzkowska, alias Anna Anderson) zu widmen. In ihrem Buch Anastasia – Ein Frauenschicksal als Spiegel der Weltkatastrophe. Ermittlungen über die jüngste Tochter des Zaren Nikolaus II (1928) machte die Künstlerin das Schicksal der Anastasia in der Öffentlichkeit bekannt. Rathlef-Keilmanns Recherchen wurde unter anderem in den Zeitungen des Scherl-Verlages vorab gedruckt. Alle dabei erzielten Einnahmen gab die Künstlerin an die angebliche Zarentochter weiter.
Der Einfluss des engagierten Theologen Carl Sonnenschein auf die Künstlerin war so groß, dass er sie dazu brachte, zur römisch-katholischen Kirche zu konvertieren und dem von ihm begründeten Kreis Katholischer Künstler (KKK) beizutreten. Mit dem Übertritt zur römisch-katholischen Kirche konnte die Künstlerin ihre jüdische Herkunft weiter geheim halten. Zu diesem Kreis der Katholischen Künstler gehörten die Bildhauer Hans Perathoner, Berthold Müller-Oerlinghausen, Jenny Wiegmann-Mucchi, Gabriele Mucchi und Hans Breinlinger, die Maler Maximilian Habersetzer, Rudolf Schlichter, Elsa Eisgruber, Josi Sander, Anita Blum, Otto Kainz, Odo Tattenpach sowie die Architekten Josef Bachem, Guido Goerres und Fritz Spannagel.
Sie war auch Teilnehmerin der von Walther Encke und seiner Ehefrau Bettina Encke von Arnim initiierten „Sonnabend-Abende“, eines kulturellen und politischen Salons, der in der Schöneberger Wohnung des Ehepaars Encke stattfand. Fast das gesamte kulturelle und politische Spektrum der späten Weimarer Republik war unter den Gästen des Salons.
Zwischen 1925 und 1933 präsentierte Keilmann ihre expressionistischen Holz-, Terrakotta- und Bronzeplastiken, Holzreliefs und Graphiken auf den Ausstellungen der Großen Berliner Kunstausstellung, der Juryfreien Kunstausstellung in Berlin, der Ausstellung zur Jahrtausendfeier der Rheinlande in Köln, der Ausstellung der Preußischen Akademie der Künste in Berlin, auf den Kunstausstellungen des Vereins der Berliner Künstlerinnen, den von Paul Westheim organisierten Wanderausstellungen Junger Künstler (u. a. im Haus des Hermann Reckendorf-Verlags in Berlin, Hedemannstraße) und der Sonderausstellung in der Galerie Nierendorf in Berlin.
Nach der „Machtergreifung“ der Nationalsozialisten wurde Keilmann auf Grund ihrer jüdischen Herkunft am 3. April 1933, zwei Tage nach dem von den Nazis durchgeführten Boykott jüdischer Geschäfte, Ärzte und Rechtsanwälte, aus dem Vorstand des Vereins der Berliner Künstlerinnen ausgeschlossen. Mit ihr mussten ihre jüdischen Künstlerkolleginnen Fanny Remak, Julie Wolfthorn, Alice von Niebelschütz, Edda Wiese-Knopf, Lotte Laserstein sowie die mit dem deutsch-jüdischen Chemiker Fritz Koref verheiratete Malerin Gertrud Koref-Stemmler den Vorstand des VdBK verlassen.
Keilmann war noch Jurymitglied der vom Verein der Berliner Künstlerinnen organisierten Frühjahrsausstellung „Frauen im Beruf“ (März–April 1933), wo sie letztmals ihre expressiven Holzskulpturen und -reliefs zeigte. Außerdem wurde sie vom Deutschen Lyceum-Club für die Messeausstellung Frau und Kind in der Kunst (März 1933) in die Jury berufen. Als Konsequenz auf die zunehmenden antisemitischen Ausschreitungen und die Kunstpolitik der Nazis zog sie ihre Werke von der von April bis Juni 1933 im Schloss Bellevue veranstalteten Großen Berliner Kunstausstellung (GroBeKa) zurück. Wie einige ihrer Künstlerkollegen bereitete sie sich auf die Emigration nach Paris vor. Ein Blinddarmdurchbruch durchkreuzte ihre Pläne. Am 1. Mai 1933 verstarb sie im Westend-Krankenhaus, nachdem eine befreundete Ärztin noch versucht hatte, in ihrem Schöneberger Atelier (An der Apostel-Kirche 14) per Not-OP ihr Leben zu retten. Auf Grund der aufgelaufenen Schulden wurde das Inventar ihres Ateliers einige Monate nach ihrem Tode öffentlich zwangsversteigert. Einige wenige Werke konnten ihre Rigaer Schulfreundin Monica Küttner und die hinterbliebenen Töchter Monika und Liselotte zuvor noch sicherstellen (angeblich sollen auch einige Künstlerkollegen Werke der Verstorbenen in Obhut genommen und an ein Museum weitergegeben haben).
Keilmanns expressionistische Kunstwerke wurden während der Nazizeit als „entartet“ diffamiert, und 1937 wurde im Rahmen der deutschlandweiten konzertierten Aktion „Entartete Kunst“ aus dem Pfälzischen Gewerbemuseum (heute Kunstgewerbemuseum Kaiserslautern) nachweislich ihre Kaltnadelradierung Liebespaar (um 1930, 26,1 × 20,4 cm) beschlagnahmt und vernichtet.

## Veröffentlichungen
- Altrussische Bauernlegenden. Furche-Verlag, Berlin 1926.
- Anastasia – Ein Frauenschicksal als Spiegel der Weltkatastrophe. Ermittlungen über die jüngste Tochter des Zaren Nikolaus II. Verlag Grethlein & Co., Leipzig/Zürich 1928. Faksimile PDF
- Anastasia? – Eine Unbekannte kämpft um ihre Identität (Aktualisierte Neuausgabe unter neuem Titel, hrsg. Mondrian Graf v. Lüttichau) Berlin 2019, ISBN 978-3-945980-33-0.PDF

## Archivbestände
- Familienarchiv Keilmann; Lithographie „die Hockende“, Kaltnadelradierung „Liebespaar“ und Holzskulptur „sitzendes Mädchen“ im Besitz von Robert Dupuis, des Großneffen der Künstlerin
- Bauhaus-Archive in Berlin und Weimar;
- Landesarchiv Berlin;
- Bundesarchiv Berlin;
- Thüringisches Landesarchiv;
- Karl-Ernst-Osthaus-Archiv Hagen;
- Stadtarchive Düsseldorf und Köln;
- Latvias Valsts Vestures Archiv Riga, Lettland;
- Staatsarchive in Tartu/Estland und Vilnius, Litauen.